# ایس‌برکر کلاس ویند
سلام خوب هستید دانشگاه خر است.
ایس‌برکر کلاس ویند (به انگلیسی: Wind-class icebreaker) یک کلاس از کشتی است که طول آن ۲۶۹ فوت (۸۲ متر) می‌باشد.